# Cagán-Ovó járás
Cagán-Ovó járás (mongol nyelven: Цагаан-Овоо сум) Mongólia Keleti tartományának egyik járása. Területe 6600 km². Népessége kb. 3700 fő.
Székhelye, Hővör (Хөөвөр) 103 km-re fekszik Csojbalszan tartományi székhelytől.